# Гальварино (Чили)
Гальварино (исп. Galvarino) — посёлок в Чили. Административный центр одноимённой коммуны. Население — 3539 человек (2002).   Посёлок и коммуна входит в состав провинции Каутин и области Араукания.
Территория коммуны —  568,2 км². Численность населения — 11 831 житель (2007). Плотность населения — 20,82 чел./км².

## Расположение
Посёлок расположен в 40 км на северо-запад от административного центра области города Темуко.
Коммуна граничит:
- на севере — c коммуной Трайгуен
- на востоке — с коммуной Перкенко
- на юго-востоке — c коммуной Лаутаро
- на юге — c коммуной Темуко
- на юго-западе — c коммуной Чольчоль
- на северо-западе — c коммуной Лумако

## Демография
Согласно сведениям, собранным в ходе переписи Национальным институтом статистики,  население коммуны составляет 11 831 человек, из которых 6067 мужчин и 5764 женщины.
Население коммуны составляет 1,26 % от общей численности населения области Араукания. 75,66 % относится к сельскому населению и 24,34 % — городское население.